# Les croades vistes pels àrabs
 Les Croades vistes pels àrabs  (original en francès  Les croisades vues par les Arabes ) és el títol d'una obra de l'escriptor libanès Amin Maalouf publicada (1a edició) el 1983.

## Llibre
El llibre és un assaig històric sobre les Croades, i el punt de vista és el de les fonts musulmanes.

## Comentari
Maalouf contrasta amb el punt de vista cristià per deixar clar algun fet no gaire conegut, com el canibalisme dels croats a Maarat. En l'epíleg, on esbossa les raons de per què el món musulmà, tot i ser el vencedor de les Croades, va perdre però a partir de llavors, la dinàmica històrica en favor de l'occident cristià. Les raons que aporta l'autor són les següents:
1. Els àrabs patien, des d'abans de les Croades, determinades tares que la presència franca potser va agreujar, però que no va crear del no-res. El poble del Profeta havia perdut, des del segle ix, el control del seu destí: la major part dels governants no eren àrabs, tampoc els guerrers ho eren ja.
2. La incapacitat de crear institucions estables: tota monarquia estava amenaçada amb la mort del monarca, i tota transmissió de poder provocava la guerra civil. A més, no hi havia cap límit per al poder arbitrari del príncep.
3. Durant totes les Croades, els àrabs es van negar a obrir-se a les idees dels occidentals, mentre que els occidentals sempre s'han beneficiat dels avenços de la civilització musulmana: transmissió de l'herència grega, coneixements científics, indústria, agricultura.
4. Amb les Croades, el món musulmà es va tancar en si mateix, assetjat per tot arreu. Es va tornar fredolic, defensiu, intolerant i estèril. A partir de llavors el progrés, el modernisme, serà una cosa aliena, i en els estats musulmans s'han donat fases d'occidentalització forçada i fases d'integrisme a ultrança fortament xenòfob.

La reflexió final de l'autor és que, més enllà del fet individual, és clar que l'Orient àrab segueix veient a Occident com l'enemic natural. Qualsevol acte hostil contra ell, sigui polític, militar o relacionat amb el petroli, no és més que una legítima revenja, i no hi ha dubte que la fallida entre aquests dos mons ve de l'època de les Croades, que encara avui els àrabs consideren una violació.